# Cidade fechada
Cidade fechada ou encerrada (em russo usa-se o acrónimo "ЗАТО", no alfabeto latino "ZATO") é um termo que designa uma localidade para a qual existem restrições de acesso ou de residência, nos países da antiga CEI ou da antiga União Soviética. ZATOs da Rússia não pertencem a municípios.
Há duas categorias principais de cidades fechadas: as que o são devido a presença militar ou a indústrias que usam reactores nucleares e cidades de fronteira (na verdade, áreas inteiras de fronteira) fechadas por razões de segurança (equipamentos militares, estações de radar, etc.). Os estrangeiros e, em alguns casos os cidadãos locais, não podem viajar para as cidades fechadas sem coordenação. Muitas das cidades ou áreas circundantes estão cercadas por vedações de arame farpado.
Por exemplo, as viagens no Oblast de Kaliningrado são restritas a residentes locais russos. As cidades de Sebastopol e Vladivostok foram fechadas devido às bases militares navais. A cidade de Górki foi escolhida para o exílio de Andrei Sakharov de modo a que não contactasse com estrangeiros.
Também há cidades que saem da lista: Perm já não é cidade fechada desde 1987.
O acrónimo ZATO significa zakrytye administrativno-territorial'nye obrazovaniia (ou seja, 'formações territoriais administrativas fechadas'), o nome das cidades secretas fundadas no tempo da União Soviética. Eram construídas para fins académicos, científicos ou de exploração de recursos minerais. Existem cerca de quarenta ZATOs. A maior parte delas foi aberta após o colapso da União Soviética.

## Na Rússia
Cerca de 1,4 milhão de russos vivem nas cidades fechadas, que são actualmente:
- Oblast de Arkhangelsk — Mirny;
- Oblast de Astrakhan — Znamensk;
- República do Bascortostão — Mezhgorye;
- Oblast de Chelyabinsk — Ozyorsk, Snezhinsk, e Tryokhgorny;
- Oblast de Kamchatka — Vilyuchinsk;
- Krai de Krasnoyarsk — Zelenogorsk , Norilsk e Zheleznogorsk;
- Oblast de Moscovo — Krasnoznamensk;
- Oblast de Murmansk — Gadzhiyevo, Ostrovnoy, Polyarny, Severomorsk, Snejnogorsk, e Zaozyorsk;
- Oblast de Nizhny Novgorod — Sarov;
- Oblast de Penza — Zarechny;
- Krai de Primorsky — Bolshoy Kamen e Fokino;
- Oblast de Saratov — Shikhany;
- Oblast de Sverdlovsk — Lesnoy e Novouralsk;
- Oblast de Tomsk — Seversk;
- Oblast de Vladimir — Raduzhny.

O número de cidades fechadas tem-se reduzido significativamente após a década de 1990. Todavia, em 30 de Outubro de 2001, os estrangeiros (excepção aos cidadãos bielorrussos) tinham acesso restrito a Norilsk, Talnakh, Kaierkan, Dudinka, e Igarka, e mesmo só russos com acesso autorizado podiam para lá viajar.

## Na Ucrânia
Na Ucrânia, além de Sebastopol, Dnipro foi uma cidade fechada. Actualmente a zona de Chernobyl está na lista dos locais de acesso restrito.